# Mélanie De Biasio
Mélanie De Biasio est une chanteuse jazz, née le 12 juillet 1978 à Charleroi, en Belgique.

## Biographie

### Enfance et parcours scolaire
Née à Charleroi d'une mère belge et d'un père italien, elle commence la danse classique à 3 ans et la flûte traversière à l'âge de 8 ans. Fan de Nirvana, Portishead, Jeff Buckley, Pink Floyd, elle rejoint à 15 ans un groupe de rock et écrit ses premières chansons.
Après trois ans d'études de chant au Conservatoire Royal de Bruxelles, elle obtient un Premier Prix.
En 2004, lors d'une tournée en Russie, Mélanie De Biasio souffre d'une grave infection pulmonaire qui entraîne la perte de sa voix pendant une année entière. C'est pendant cette période qu'elle va développer son chant chuchoté caractéristique.

### Carrière musicale
Peu après l'obtention de son diplôme, elle est invitée par le saxophoniste Steve Houben et se produit dans les grands festivals au Japon, en France et en Belgique. En 2006, Mélanie De Biasio est nommée pour un Django d'Or, dans la catégorie « jeunes talents ».
En 2007, elle sort son premier album, A Stomach Is Burning, chez Igloo Records et remporte le prix du meilleur album de jazz aux Octaves de la musique.
En 2013, Mélanie De Biasio signe chez le label indépendant Pias et sort son deuxième album, No Deal, décrit comme une œuvre simple et sensuelle,. 4 étoiles dans Rolling Stone Italy, 4 clés Télérama, 4 étoiles Inrocks, 4 étoiles MoJo, et JazzNews l'inclut dans son Top 25 des meilleurs albums de tous les temps. Jamie Cullum recommande l'album dans son émission de radio et le batteur de Radiohead, Phil Selway, le choisit comme son album préféré de 2014 : « No Deal m'a accroché dès la première écoute. On aurait dit que Billie Holiday était entrée dans les sessions pour le disque solo de Mark Hollis. [...] il y a une vraie âme dans ce disque. »
En 2014, Mélanie De Biasio devient la deuxième artiste belge à jouer dans Later... with Jools Holland, après Zap Mama presque 20 ans plus tôt. Elle fait la première partie de Eels lors de leur tournée européenne. En 2015, sort un album de remixes de No Deal, créé en collaboration avec des artistes tels que The Cinematic Orchestra, Eels & Gilles Peterson. La même année, Mélanie De Biasio est la tête d'affiche du Montreux Jazz Tokyo Festival.
Elle est proclamée « Best live performance » en 2015 et « Best Track » en 2016 aux Worldwide Awards par Gilles Peterson. La même année, elle emporte le European Border Breaker Awards (EBBA) et le prix du Champagne en France, ainsi que l'Octave de la musique,  D6bels Music Award et la médaille de Chevalier Wallon en Belgique. Au Haldern Pop Festival en 2016, elle collabore avec Damien Rice, sur une reprise  de Be My Husband de Nina Simone.
Toujours en 2016, Mélanie De Biasio et son groupe enregistrent une version exploratoire d'un nouveau morceau . La durée de la prise est de près de 25 minutes et sort sans coupure sur un EP, intitulé Blackened Cities. La pochette de l'EP contient une photo en noir et blanc de la ville natale de Mélanie De Biasio, Charleroi, prise par le photographe  Stephan Vanfleteren.
En 2017, Mélanie De Biasio sort son troisième album studio, Lilies et reçoit de nombreuses récompenses, dont celle de meilleur compositeur/auteur aux Music Industry Awards (MIA) de 2017 et aux D6bels Music Awards et du meilleur Vidéo Clip aux D6bels Music Award. Mélanie De Biasio entame ensuite une tournée de deux ans avec des concerts dans des festivals et des lieux de concert du monde entier. Lors de cette tournée, son titre I Feel You - Eels Remix est utilisé pour promouvoir le film Alien: Covenant réalisé par Ridley Scott et est diffusé pendant tout le court métrage Meet Walter avec Michael Fassbender.
En 2018, le président de l'Italie honore Mélanie De Biasio du titre de Cavaliere Della Stella d'Italia.

## L'Alba - Maison des talents partagés

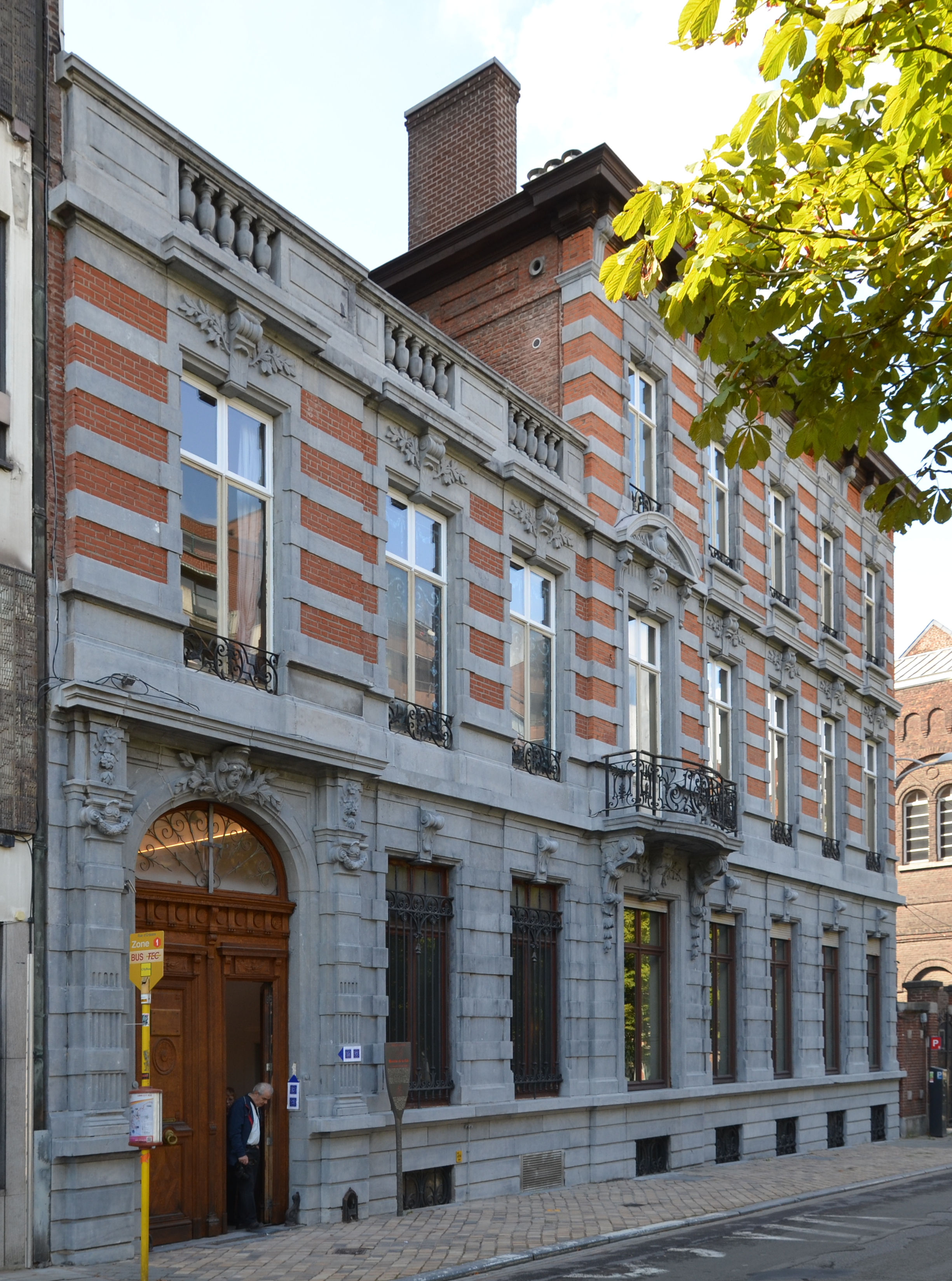
La maison Audent.

Désireuse de porter un projet innovant à Charleroi, ville chère à son cœur, Mélanie De Biasio se bat pour faire exister ce lieu répondant à plusieurs objectifs : permettre aux artistes de s'exprimer et d'explorer de nouvelles pistes de création, fédérer tant les créateurs que les lieux culturels locaux et régionaux, faire rayonner les talents de la FWB Fédération Wallonie-Bruxelles à l'étranger. « Je souhaite que cette maison nous ressemble, et nous rappelle ce que nos parents et grands parents nous ont transmis, que cette maison rassemble les arts et la culture, rassemble le citoyen qui a envie de se poser dans cet endroit majestueux, le temps d'un café, d'une soirée, et plus si affinité. »
Soutenu par la ville de Charleroi depuis le début du projet, le lieu jouit aussi de l'appui de différents partenaires, entreprises, maison de disque, lieux culturels... Après plusieurs années de travaux, et de nombreux concerts de Mélanie De Biasio afin de récolter des fonds, l'Alba commence à s'ouvrir à divers événements. Elle accueille ainsi la 10e édition de la Semaine du son en février 2020.
En juin 2020, Les Festivals de Wallonie annoncent officiellement qu'ils déménagent leurs bureaux à l'Alba, dans une même dynamique de pôle culturel.

## Récompenses
- 2001 : Conservatoire Royal de Bruxelles – Premier prix avec un diplôme de la plus haute distinction.
- 2006 : Django D'or Awards – Nomination « Jeune Talent »
- 2008 : Octaves de la musique – Lauréat « L’album jazz de l’année »
- 2013 : Octaves de la musique – Lauréat « L’artiste de l’année »
- 2014 : Octaves de la musique – Lauréat « L’album de l’année »
- 2015 : Gilles Peterson's Worldwide Awards – Lauréat « Best Live Act »
- 2015 : Gilles Peterson's Worldwide Awards – Nomination « Best Album 2014 »
- 2015 : European Border Breakers Awards – Lauréat
- 2015 : Prix Champagne 2015 – Lauréat
- 2016 : D6bels Music Awards – Lauréat « Musicien de l’année »
- 2016 : D6bels Music Awards – Lauréat « Auteur & Compositeur de l’année »
- 2016 : Gilles Peterson's Worldwide Awards – Lauréat « Track Of The Year »
- 2016 : Music Industry Awards – Lauréat « Best Artwork »
- 2017 : D6bels Music Awards – Lauréat « L’album de l’année »
- 2017 : D6bels Music Awards – Lauréat « Clip Vidéo de l’année »
- 2017 : D6bels Music Awards – Lauréat « Auteur & Compositeur de l’année »
- 2017 : Music Industry Awards – Lauréat « Author & Composer Of The Year »

## Distinctions
- Chevalière du Mérite wallon (Ch.M.W.) 2014
- Chevalière Ordre de l'Étoile d'Italie 2019